# Letholycus
Letholycus – rodzaj ryb z rodziny węgorzycowatych.

## Klasyfikacja
Gatunki zaliczane do tego rodzaju:
- Letholycus magellanicus
- Letholycus microphthalmus